# Schloss Laar

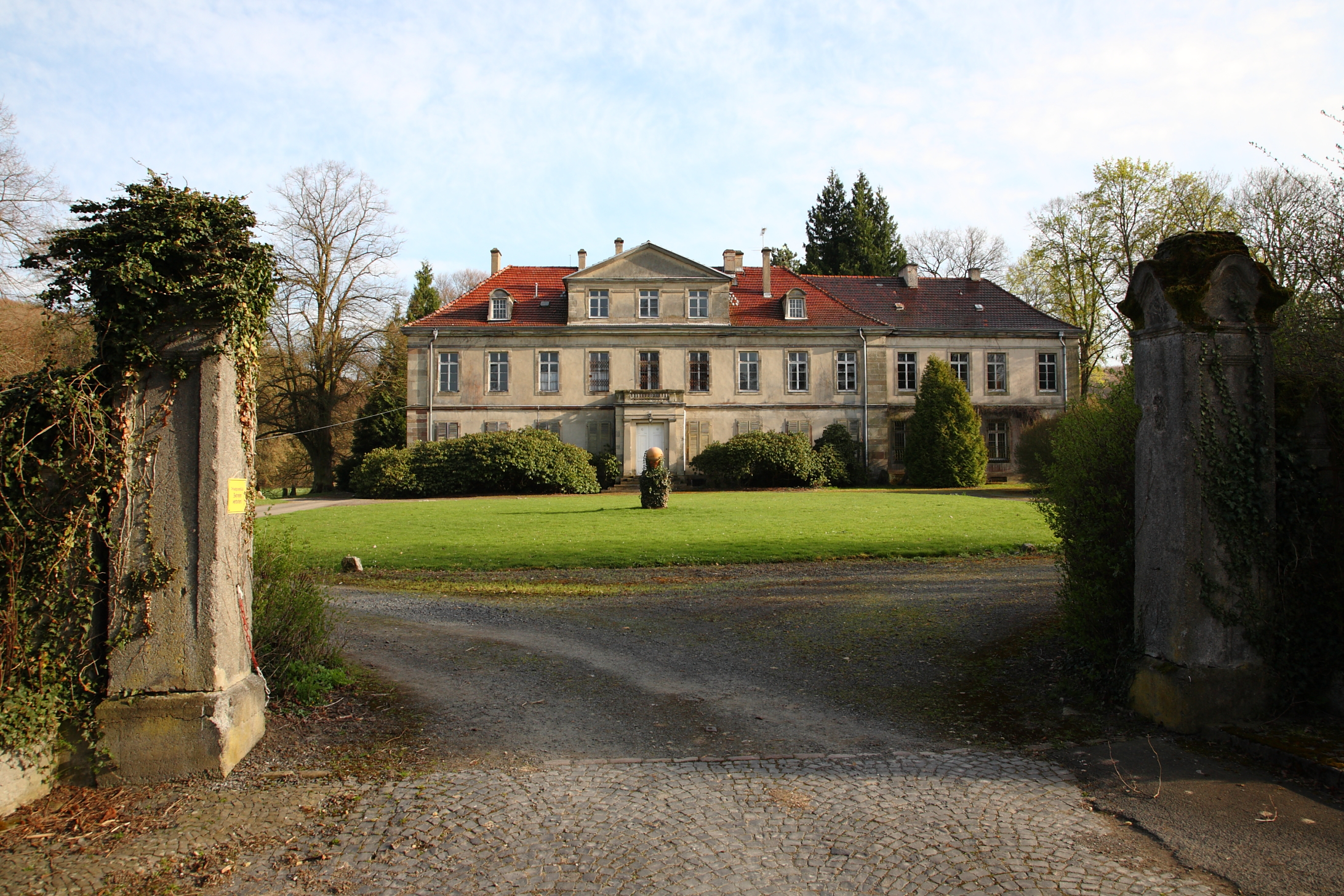
Schloss Laar (2011)

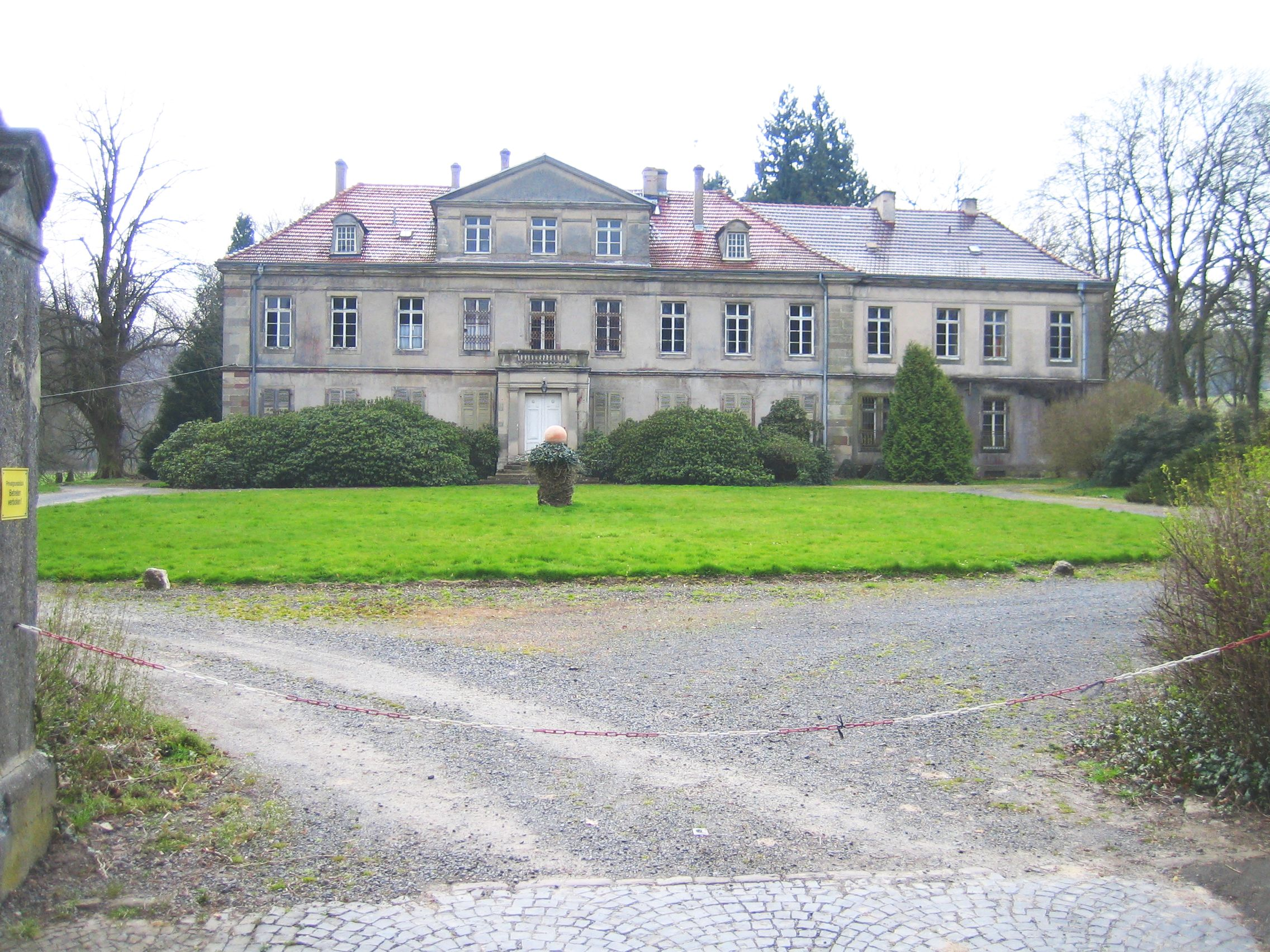
Schloss Laar (2007)

Das Schloss Laar ist ein um 1790 erbautes schlossartiges Herrenhaus im frühklassizistischen Stil auf dem Gelände des ehemals herrschaftlichen Gutshofs in Laar, einem Stadtteil von Zierenberg im nordhessischen Landkreis Kassel, Deutschland.

## Geographische Lage
Der Gutshof befindet sich unmittelbar östlich der Landesstraße L 3211 etwa 4,4 km nördlich der Kernstadt Zierenberg im Naturpark Habichtswald. Er liegt auf etwa 217 m ü. NN in einem von waldreichen Bergen gesäumten Tal am Mittellauf der Warme, eines südlichen Nebenflusses der Diemel.

## Anlage
Das Schloss ist ein zweigeschossiger, ursprünglich neunachsiger Bau von etwa 20 × 10 Meter Grundfläche, mit Walmdach, an dessen westliches Ende eine vierachsige Erweiterung von 9 × 10 m im gleichen Stil, aber nicht ganz so breit, angebaut wurde. Die Rückseite des Anbaus ist etwa 1 m hinter die Fassadenfront des Hauptbaus zurückgesetzt, und sein Walmdach ist daher geringfügig niedriger als das des Hauptbaus. Über den drei mittleren Achsen des Hauptbaus erhebt sich an der Frontseite ein ebenfalls dreiachsiges Zwerchhaus. Rechts und links davon befindet sich jeweils eine einfenstrige Gaube. Das Portal mit Altan befindet sich in der Mitte der nach Norden ausgerichteten Vorderfront. Auch die dem Schlosspark zugewandte Südseite wird von einem Zwerchhaus, hier jedoch zweiachsig und in unverputzter Fachwerkausführung, gekrönt, mit jeweils zwei einfenstrigen Dachgauben rechts und links davon. Der Mittelteil der Südfassade hat im Erdgeschoss drei Fenster und eine Tür, und im Obergeschoss sind die beiden äußersten der insgesamt neun Fenster blind.
Nach Süden, entlang der heutigen L 3211 und zwischen dieser und der Warme, erstreckt sich ein nahezu 400 m langer und 60 bis 70 m breiter, von Bäumen umstandener Park mit einem kleinen Teich am südlichen Ende. Im Norden, zwischen Schloss und Einfahrt, befindet sich eine großzügige, nahezu kreisrunde Rasenfläche, die beidseitig von der Schlosszufahrt umrandet ist.
Die Wirtschaftsgebäude des einstigen Hofguts, die zum Teil aus den Jahren 1565 und 1599 stammen, die 1599 erbaute „Alte Mühle“ und die wenigen Wohngebäude der heutigen Einwohner von Laar liegen unmittelbar nordöstlich der Schlossanlage.
Zur Anlage gehört auch ein kleiner Friedhof am Waldrand östlich des Guts mit den Grabstellen verschiedener Gutsherren, Familienmitglieder und Angestellter.

## Geschichte
Das kulturhistorisch in der Geschlossenheit seiner Gesamtlage bedeutende Gut Laar gehörte ursprünglich zum Gerichtsbezirk der auf der nahen Malsburg beheimateten uradeligen Herren von der Malsburg. Es wird im Jahre 1322 erstmals als in ihrem Besitz befindlich erwähnt, dürfte aber bereits erheblich früher von ihnen errichtet worden sein.
Im Dreißigjährigen Krieg hatte das Warmetal viel zu leiden, und dabei wurden auch Laar und die benachbarten Adelsgüter Rangen und Hohenborn nicht verschont. Bereits im Jahre 1621 kam es zu schweren Gewalttätigkeiten und Erpressungen, als Graf Anholt mit bayerischen Truppen von Liebenau das Warmetal hinauf nach Zierenberg und Ehlen zog. Beim am 4. November 1626 nach Felsberg einberufenen Landtag entschuldigte sich Hermann von der Malsburg für seine Abwesenheit damit, dass seine Häuser in Laar, Escheberg, Malsburg und Obermeiser schon geplündert worden seien. 1629 besetzten und plünderten Truppen Ottavio Piccolominis das gesamte Warmetal. 1636 plünderten und brandschatzten Leute des Feldmarschalls Johann von Götzen das Warmetal gleich fünfmal, als sie Landgraf Wilhelm V. von Hessen-Kassel aus Westfalen vertrieben. 1637 war noch schlimmer, als Kroatische Reiter die Gegend heimsuchten.
Die Erben des Rabanus von der Malsburg verkauften das Gut in zwei Schritten 1688 (8/9) und 1691 (1/9) an Landgraf Karl von der Landgrafschaft Hessen-Kassel. Dieser verkaufte das Schloss und Gut Laar 1726 an die Witwe des ehemaligen landgräflichen Kanzlers Nikolaus Wilhelm Goddaeus (1646–1719), Amalie Elisabeth geb. d’Orville (1676–1752), die bereits 1723 das Gut Betzigerode für ihren 1718 geborenen Sohn Johann Reinhard gekauft hatte. Ihr jüngster und zweiter überlebende Sohn, der Major Johann Heinrich Goddaeus (1711–1786), erbte das Gut, und durch die im Januar 1773 geschlossene Ehe seiner Tochter Marie Wilhelmine (1749–1788) mit dem pensionierten hessen-kasselischen Hauptmann Ernst Ludwig von Hesberg (1737–1796) kam es an diesen, ebenso wie das Goddaeus’sche Gut in Betzigerode. Hesberg und seine Familie, darunter sein Sohn Georg von Heßberg (1777–1852), der spätere Kriegsminister im Kurfürstentum Hessen, lebten auf Laar bis 1785 oder 1786 und zogen dann in das Herrenhaus Betzigerode. Dann wurde das Gut für 30.000 Reichstaler an Otto Philipp Ludwig von Voigt (1720–1794) verkauft, den am 30. Dezember 1776 in den Reichsadelstand erhobenen ehemaligen kurhannoverschen Oberamtmann in Harste, der das heutige Schloss bauen ließ.
Nach Voigts Tod verkaufte sein Sohn, ein Ober-Kammerrat in Kassel, das Gut im Jahre 1802 an den Textilfabrikanten Johann Christian Weiß (1779–1850), Besitzer einer Kammgarnspinnerei in Glücksbrunn, der 1836 geadelt wurde. Nach dem Tod seines Sohns und Erben Johann Christian von Weiß jun. in Glücksbrunn im Jahre 1901, dessen 1840 geschlossene Ehe mit Caroline von Starck († 1909), Tochter des Kasseler Kriegsrats Wilhelm August von Starck, kinderlos geblieben war, kam das Gut Laar mitsamt dem seit 1844 nicht mehr für Mahlzwecke genutzten Mühlengebäude 1902 an den Neffen seiner Frau, Wilhelm Friedrich von Starck. Dieser ließ das Schloss und auch die Mühle schon 1903 sanieren und modernisieren. Die im Jahre 1599 durch Hermann von der Malsburg erbaute ehemalige Getreide- und Ölmühle diente dann bis 1959 zur Stromerzeugung für das Gut Laar. Erben wurden sein Sohn Karl von Starck (1867–1937), der damalige Polizeipräsident und spätere Regierungspräsident in Köln und Staatskommissar für die besetzten rheinischen Gebiete, und dessen Frau Erna (1881–1938), deren Nachfahren das Schloss und das Gut noch heute besitzen.

## Verkehr und Wandern
Unmittelbar westlich am Schloss vorbei verläuft zwischen Zierenberg und Hohenborn bzw. Obermeiser in Süd-Nord-Richtung die L 3211. Durch Laar, wo er die Straße kreuzt, führt in Ost-West-Richtung der Fulda-Diemel-Weg, ein Wanderweg zwischen den Flüssen Fulda im Osten und Diemel im Nordwesten. Auch der Warmetal-Radweg führt am Schloss vorbei, sowohl seine hier auf der L 3211 verlaufende Hauptroute als auch die von Zierenberg bis hierher mit dem Fulda-Diemel-Weg identische Alternativroute.